# 布朗德斯伯里站
布朗德斯伯里站（英语：Brondesbury station）是伦敦地上铁北伦敦线的一座车站，位于伦敦西北部的布伦特区，属于第2收费区。

## 概况
本站位于一座穿越基尔伯恩高路的高架桥上，距离基尔伯恩站东南侧200米，距离基尔伯恩高路站西北侧0.5英里。

## 历史
- 1860年1月2日：本站开通，当时的名称是布朗德斯伯里（基尔伯恩）站，为汉普斯特德交汇铁路的车站[4]。
- 1865年11月1日：改名为埃奇韦尔路站[4]。
- 1872年1月1日：改名为埃奇韦尔路和布朗德斯伯里站[4]。
- 1873年1月1日：改名为布朗德斯伯里（埃奇韦尔路）站[4][5]。

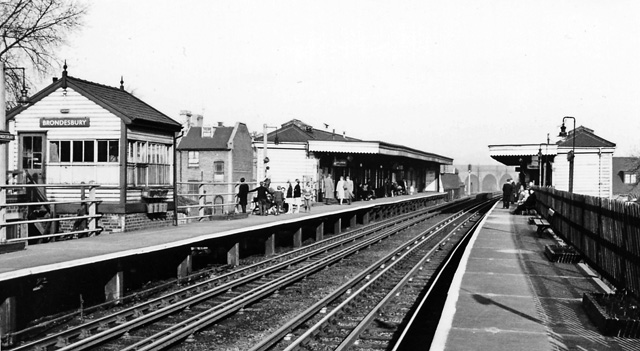
1961年的布朗德斯伯里站

- 1883年5月1日：改为现在名称[5][6][7]。
- 1962年2月5日：停止使用信号控制箱[8]。

## 列车服务
非高峰期：
- 斯特拉特福德站方向：每小时6班
- 里士满站方向：每小时4班
- 克拉珀姆交汇站方向：每小时2班

## 其他
- 在1890年至1926年期间曾提出沿埃奇韦尔路修建地铁的计划，并在布朗德斯伯里建造地铁站，但方案并不成功，且地铁也未能建设[9]。
- 本站计划进行无障碍改造，预计将在2017年完成[10]。